# Зоопарк Сінін
Зоопарк Сі-нінг (西宁 动物园, Xī-níng dòng-wù-yuán) — зоопарк в місті Сінін, столиці провінції Чінгхай. 
В даний час у зоопарку налічується 3000 тварин понад 180 видів, включаючи таких тварин як бегемот і страус. Особлива увага приділяється науковій роботі з китайською (гобійскою) гірською кішкою. 

## Події
2 січня 2008 року в зоопарку була доставлена спіймана селянами села Ціцзя повіту Гунхе Хайнань-тибетського автономного округу провінції Чінхай шестирічна самка дикого снігового барса - ірбіса.